# Хосе Марія Ескердо
Хосе Марія Ескердо Сарагоса (ісп. José María Esquerdo Zaragoza; 1 лютого 1842, Ла-Віла-Джойоза — 30 січня 1912, Мадрид) — іспанський психіатр і політик. Останній очільник Прогресивно-республіканської партії. Депутат іспанського Конгресу від провінції Мадрид.

## Біографія

### Кар'єра лікаря
Хосе Марія Ескердо народився у сім'ї небагатих фермерів. Осиротівши у віці одного року, він разом з сімома своїми братами та сестрами був відданий під опіку дядькові по материнській лінії. Здобувши 14 червня 1865 року у Валенсії ступінь бакалавра з психіатрії, він влаштувався переписувачем у нотаріальну контору. Роботу у нотаріуса він поєднував з практичним навчанням у класах Педро Мати-і-Фонтанета у мадридському шпиталі Сан-Карлос.
У 1868 році він, працюючи хірургом у мадридській лікарні, отримав від міністра розвитку тимчасового уряду та свого друга Мануеля Руїса Соррільї пропозицію отримати звання професора. Від вченого звання Ескердо відмовився, але натомість погодився очолити у безкоштовній школі кафедру загальної патології та психічних захворювань, під час роботи на якій стало відомо про його захоплення френологією.
Попри симпатію до псевдонаукової теорії, Ескердо зміг підготувати на своїй кафедрі таких фахівців, як: Хаїме Вера, Антонио Еспіна-і-Капо, Мануель Толоса Латоур, Карлос Кортесо, Симон Ергета-і-Мартін й Анхель Пулідо Фернандес. Цьому сприяли прийняті ним на кафедрі нововведення: поділ на групи по двадцять осіб, на чолі з найвидатнішим учнем попереднього курсу, свобода відступати від догм, започаткування практичної клініки.
20 травня 1877 року він відкрив у Карабанчелі психіатричну лікарню. Під час її створення Ескердо насамперед дбав про комфорт пацієнтів і персоналу. До розташованої в сосновому гаю групі будівель були прибудовані театр і бібліотека, а також у безпосередній близькості від головного корпусу було створено великі городи. Влітку він переводив хворих із цієї лікарні до санаторію «El Paradis» (укр. Райський куточок), який знаходиться у його рідному місті, де як працетерапію пацієнти займалися сільськогосподарськими роботами.
Також Ескердо входив до групи медиків, які перекладали іспанською мовою зарубіжну літературу з психіатрії та нейропсихіатрії, зокрема він перекладав з французької праці Жозефа Гіслена.

### Політична діяльність
Соціальна нерівність і проблеми у сфері освіти спонукали Ескердо приєднатися до Прогресивно-республіканської партії, до якої вже входили його друг Мануель Руїс Соррілья, його вчитель Педро Мата-і-Фонтанет і його учень Хаїме Вера.
Першим політичним успіхом для нього стала його перемога у мадридському виборчому окрузі під час виборів 1893 року, внаслідок чого протягом двох років він посідав місце в іспанському Конгресі. Після смерті Руїса Соррільї у червні 1895 року Ескердо Сарагосі довелося очолити республіканську партію. Однак його лідерство в партії не було прийнято тими, кого представляв Антоніо Катена, засновник «El País» (важлива партійна газета). Партія втратила газету, тому була змушена замінити її новоствореною у 1897 році «El Progreso», яку редагував Алехандро Леррус. Невдовзі після смерті Ескердо партію розпустили.

## Смерть
Ескердо помер у своєму будинку 30 січня 1912 року.

## Пам'ять

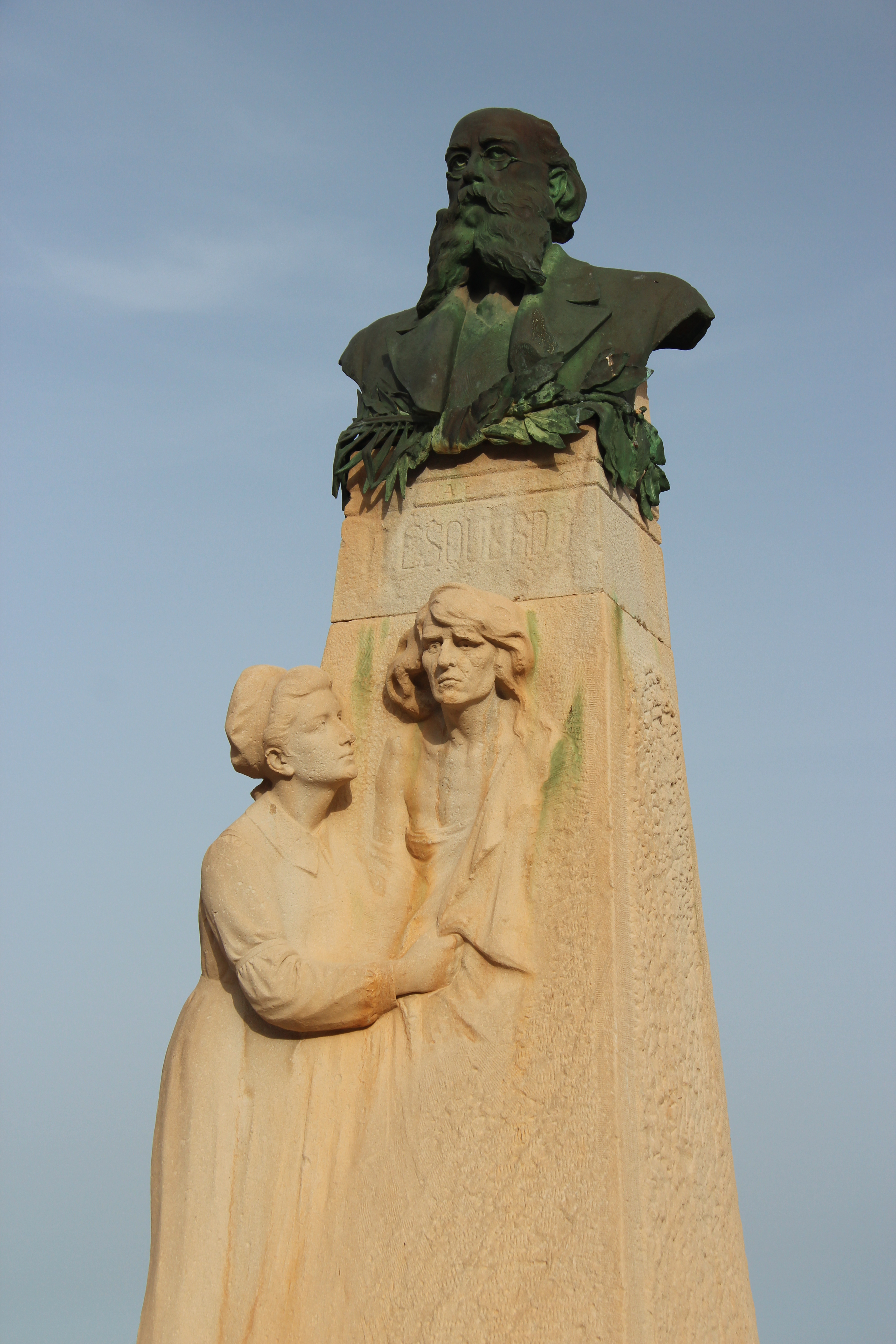
Погруддя Хосе Марії Ескердо на пам'ятнику у Ла-Віла-Джойоза

У Ла-Віла-Джойоза у 1915 році скульптором Педро Істані було споруджено Пам'ятник Хосе Марії Ескердо, який незабаром був визнаний об'єктом місцевого значення.
У 2002 році було створено Фонд Ескердо, який щороку виділяє гранти на науково-технічні дослідження у галузі медицини, розробку соціальних проєктів, а також на вивчення та популяризацію персони Хосе Марії Ескердо Сарагоси.